# Südostasienspiele 1977
Die Südostasienspiele 1977, englisch als Southeast Asian Games (SEA Games) bezeichnet, fanden vom 19. bis 26. November 1977 in Kuala Lumpur statt. Es war die 9. Auflage der Spiele. Es nahmen mehr als 1000 Athleten und Offizielle aus 7 Ländern in 18 Sportarten an den Spielen teil.

## Medaillenspiegel
| Platz | Land        | Gold | Silber | Bronze | Gesamt |
| ----- | ----------- | ---- | ------ | ------ | ------ |
| 1     | Indonesien  | 62   | 41     | 34     | 137    |
| 2     | Thailand    | 37   | 35     | 33     | 105    |
| 3     | Philippinen | 31   | 30     | 30     | 91     |
| 4     | Birma       | 25   | 42     | 43     | 110    |
| 5     | Malaysia    | 21   | 17     | 21     | 59     |
| 6     | Singapur    | 14   | 21     | 28     | 63     |
| 7     | Brunei      | 0    | 0      | 3      | 3      |

## Sportarten
- Badminton
- Basketball
- Bogenschießen
- Boxen
- Bowling
- Fußball
- Gewichtheben
- Hockey
- Judo
- Leichtathletik
- Radsport
- Rugby
- Sepak Takraw
- Schießen
- Schwimmsport
- Tennis
- Tischtennis
- Volleyball

## Referenzen
- Percy Seneviratne (1993) Golden Moments: the S.E.A Games 1959-1991 Dominie Press, Singapur ISBN 981-00-4597-2
- Geschichte der Südostasienspiele
- Lew Hon Kin: SEA Games Records 1959-1985, Petaling Jaya – Penerbit Pan Earth, 1986